# She Is
She Is (кор. 좋아; романизация: Joh ah "good") – первый студийный альбом южнокорейского автора-исполнителя, звукозаписывающего продюсера, автора и главного вокалиста бойбенда SHINee Джонхёна. Был выпущен 24 мая 2016 года лейблом S.M. Entertainment при поддержке KT Music.

## Подготовка и релиз
Релиз альбома состоялся в полночь 24 мая 2016 года на различных корейских музыкальных платформах, а промоушен начался двумя днями позже с выступления на M!Countdown. She Is, состоящий из девяти песен, был охарактеризован Джонхёном как «альбом, на котором больше всего чувствуется моя страсть автора-исполнителя». Композиции содержат в себе такие жанры, как электро-панк, EDM и R&B. Почти весь альбом, за исключением одной песни, написан Джонхёном самостоятельно. Стиль для промоушена содержит в себе элементы известного яркого имиджа SHINee, среди которых также узкие джинсы, что добавляет чувство вдохновения 90-х годов.
Джонхён описал композицию «Suit Up», как «первую ночь после свадьбы».

## Список композиций
※ Жирным шрифтом выделен сингл, который использовался для продвижения альбома.
Все тексты написаны Ким Джонхёном.
| №                   | Название              | Текст песни         | Музыка                                          | Аранжировка                        | Длительность |
| ------------------- | --------------------- | ------------------- | ----------------------------------------------- | ---------------------------------- | ------------ |
| 1.                  | «좋아 (She Is)»       | Ким Джонхён         | Ким Джонхён, Crush, Philtre, Wefreaky           | Philtre                            | 3:11         |
| 2.                  | «White T-Shirt»       | Ким Джонхён         | Dsign Music                                     | Dsign Music                        | 2:58         |
| 3.                  | «우주가 있어 (Orbit)» | Ким Джонхён         | Ким Джонхён, Wefreaky, Coach & Sendo            | Coach & Sendo, Wefreaky            | 3:17         |
| 4.                  | «Moon»                | Ким Джонхён         | Ким Джонхён, LDN Noise, Адриан Маккинон         | LDN Noise                          | 2:44         |
| 5.                  | «AURORA»              | Ким Джонхён         | Ким Джонхён, Deez                               | Deez                               | 3:54         |
| 6.                  | «Dress Up»            | Ким Джонхён         | Ким Джонхён, LDN Noise                          | LDN Noise                          | 3:05         |
| 7.                  | «Cocktail»            | Ким Джонхён         | Ким Джонхён, Брайан-Майкл Кокс, Клиффорд Хенсон | Брайан-Майкл Кокс, Клиффорд Хенсон | 3:39         |
| 8.                  | «RED»                 | Ким Джонхён         | Ким Джонхён, Wefreaky, Райан Ким, Chase         | Им Кванг Ок, Райан Ким, Chase      | 3:14         |
| 9.                  | «Suit Up»             | Ким Джонхён         | Ким Джонхён, Wefreaky, SCORE                    | SCORE, Wefreaky                    | 3:50         |
| Общая длительность: | Общая длительность:   | Общая длительность: | Общая длительность:                             | Общая длительность:                | 29:52        |

## Позиции в чартах
| Чарт (2016)                    | Высшая позиция |
| ------------------------------ | -------------- |
| Южная Корея (Gaon Album Chart) | 1              |
| США (Billboard World Albums)   | 4              |

## Награды и номинации

### Музыкальные шоу
| Песня    | Программа     | Дата             |
| -------- | ------------- | ---------------- |
| «She Is» | The Show      | 31 мая 2016 года |
| «She Is» | Show Champion | 1 июня 2016 года |

## История релиза
| Страна        | Дата             | Формат            | Лейбл                        |
| ------------- | ---------------- | ----------------- | ---------------------------- |
| По всему миру | 24 мая 2016 года | Цифровая загрузка | S.M. Entertainment           |
| Южная Корея   | 24 мая 2016 года | Цифровая загрузка | S.M. Entertainment, KT Music |
| Южная Корея   | 24 мая 2016 года | CD                | S.M. Entertainment, KT Music |